# Jenna Presley

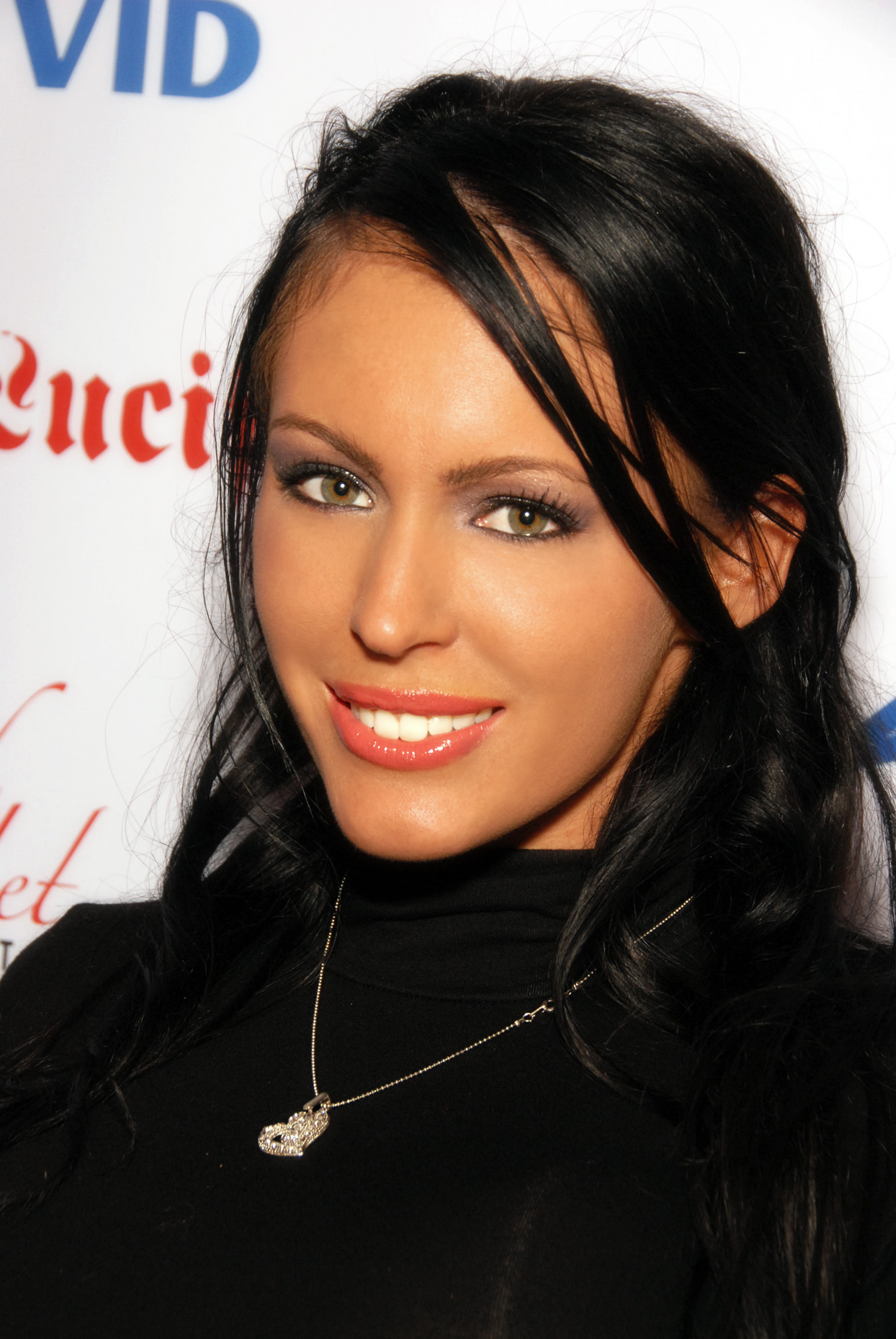
Jenna Presley (2010)

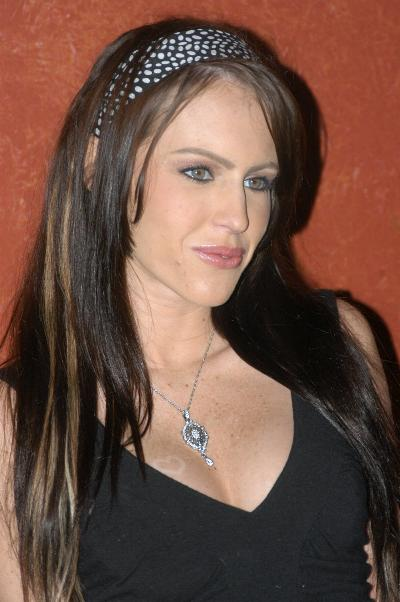
Jenna Presley (2007)

Jenna Presley  (* 1. April 1987 in Chula Vista, Kalifornien; geboren als Brittni Ruiz) ist eine US-amerikanische ehemalige  Pornodarstellerin. Heute ist sie Predigerin unter ihrem bürgerlichen Namen Brittni De La Mora.

## Leben
Als ältestes von drei Kindern absolvierte Jenna Presley die Hilltop High School in Kalifornien. Schon während des College arbeitete sie als Stripperin, was ihr letztlich auch den Weg in die Pornoindustrie ebnete.
2005 erschien der erste Film unter ihrer Mitwirkung, New Releases 4. Seither hat sie in über 200 Filmen mitgewirkt und ist abwechselnd für verschiedene Vertriebe wie Penthouse, Hustler Video, Zero Tolerance, oder Brazzers tätig. Anfang 2006 unterschrieb Presley einen Vertrag bei Shy Love Productions und Viscious Media als Regisseurin und Produzentin eines kommenden Pornofilmes. Nach eigenen Angaben seien diese Tätigkeiten ihr wahres Wunschziel innerhalb der Pornoindustrie. 2006 nahm Jenna Presley als Kandidatin an der von Jenna Jameson präsentierten zweiten Staffel der Pay-TV-Sendung Jenna’s American Sex Star auf Playboy TV teil. Dort erreichte sie die Finalrunde und belegte letztlich den zweiten Platz hinter Roxy Jezel.
Im Oktober 2007 kündigte Presley an, alsbald ihre letzte Szene mit einem Mann zu drehen. In der Folge erschienen jedoch weitere entsprechende Filme mit ihr. 2010 wurde sie von der Zeitschrift Maxim unter die Top 12 der Pornodarstellerinnen gereiht.
2011 spielte sie im Comedyfilm Rewind Time Machine von Fred Olen Ray mit und trat damit als Schauspielerin jenseits der Pornoindustrie in Erscheinung. Es folgten weitere Engagements in Filmen des Regisseurs. Die Website GuySpeed rankte sie auf Platz 74 auf ihrer Liste der „100 Most Mind-Numbingly Hot Women of 2012“. Jenna Presley ist in Musikvideos von Mack 10 und Good Charlottes Benji Madden zu sehen.
Sie ist heute bekennende evangelikale Christin und Predigerin.

## Filmografie (Auswahl)
- 2006: Britney Rears 3 – Britney Gets Shafted
- 2006: Girlvana 2
- 2006: Blow Me Sandwich 9
- 2006: Big Mouthfuls 10
- 2007: The MILF Chronicles
- 2009: Big Tits at School 6
- 2009: Internal Cumbustion 15
- 2010: Slut Puppies 4
- 2010: Bang Bus 31
- 2010: Couples Camp
- 2010: Malice in Lalaland
- 2010: Oil Overload 4
- 2010: Battle of the Asses 2
- 2010: Baby Got Boobs 4
- 2010: Big Tit Cream Pie 9
- 2010: Big Tits at Work 10
- 2010: Jenna Presley Is Back: Are You Fucking Ready?
- 2010: This Ain’t Two and a Half Men XXX
- 2011: 1 2 3 4 Fuck Me On The Bathroom Floor
- 2011: Alone Time – Superstar Solos
- 2011: Bang Bus 31
- 2011: Cute Girl Who Loves Cock
- 2011: I Screwed the Pizza Guy 4
- 2011: Lex the Impaler 6
- 2011: Rewind Time Machine
- 2011: Bra Busters 2
- 2011: Girlfriend for Hire
- 2012: Big American Tits
- 2012: Big Titty Time
- 2012: Dirty Blondes from Beyond
- 2012: Baby Dolls Behind Bars
- 2012: Fuck a Fan 17
- 2012: Fuck My Heaving Bosoms
- 2012: It's a Girl Thing 2
- 2012: Lisa Ann: Can't Say No
- 2012: Magical Feet 17
- 2012: Spartacus MMXII: The Beginning
- 2012: Big Tits in Uniform 6
- 2012: Blowjob Winner 14
- 2012: Breast Worship 4
- 2012: Perfect Fucking Strangers: Jenna Presley
- 2013: BFF'S: Best Friends Fucking
- 2013: Big Cock Experience
- 2014: Evan Stone Presents The Hottest Sluts in Porn
- 2014: Jenna Presley Gushing Squirting Pussy
- 2014: Jenna Presley Big Tit Slut Gets A Creampie
- 2014: Big Tits in Sports 14
- 2014: Big Tits in Uniform 12
- 2017: Gorgeous Women: Up-close and Personal 1
- 2017: There's Never Enough Nurses

## Auszeichnungen und Nominierungen
- 2006: NightMoves Award als Best New Starlet (Fan Choice)[10]
- 2006: XRCO Award, nominiert als Cream Dream[11]
- 2006: F.A.M.E. Award, Finalistin als Favorite Rookie Starlet of the Year
- 2007: AVN Award, nominiert als Best New Starlet
- 2008: AVN Award, nominiert als Best Group Sex Scene – Video in Swallow My Squirt 4 (2006); zusammen mit Mark Ashley, Sasha Grey, Sierra Sinn.
- 2009: Twistys Treat of the Month for March[12]
- 2010: AVN Award, nominiert für Best Solo Sex Scene in Self Service[13]
- 2010: Maxim UK’s Top 12 Pornstars, The Dirty Dozen
- 2012: AVN Award, nominiert für Best Solo Sex Scene in This Ain’t Two and a Half Men
- 2012: AVN Award, nominiert für Best Three-Way Sex Scene in Party Girls; zusammen mit Jayden Jaymes und Manuel Ferrara